# Roman Josi
Roman Josi (* 1. Juni 1990 in Bern) ist ein Schweizer Eishockeyspieler, der seit Mai 2010 bei den Nashville Predators in der National Hockey League (NHL) unter Vertrag steht. Seit September 2017 führt er das Team als Kapitän an und hält dort eine Reihe von Rekorden, unter anderem für die meisten Spiele, Vorlagen und Scorerpunkte. Im Jahr 2020 erhielt er die James Norris Memorial Trophy, die den besten Abwehrspieler der Liga auszeichnet.

## Karriere

### Jugend

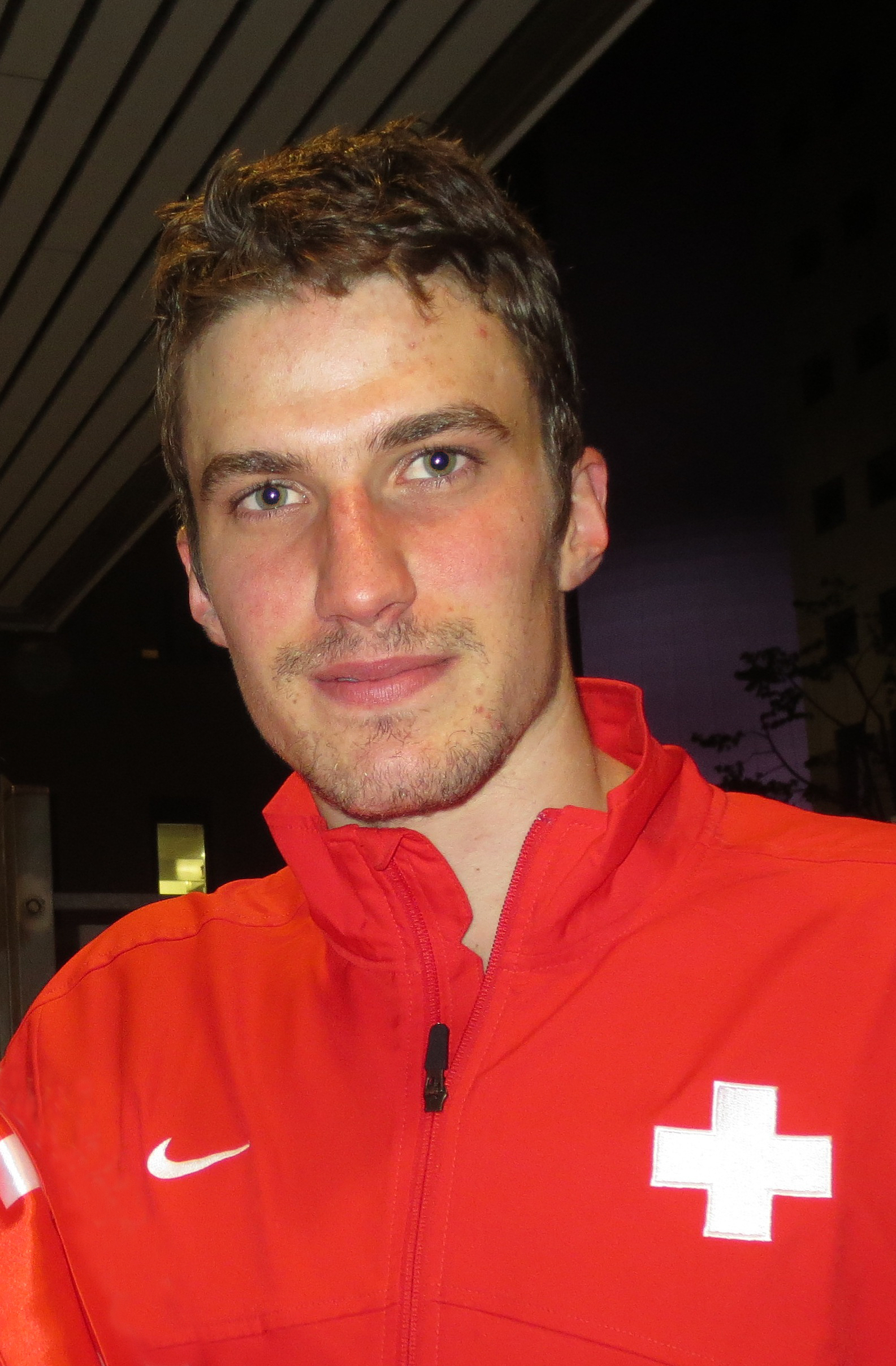
Roman Josi, 2013

Josi ist in Ostermundigen im Kanton Bern aufgewachsen. Wie sein eineinhalb Jahre älterer Bruder spielte er zuerst sowohl Fussball als auch Eishockey. Roman Josi begann seine Karriere als Eishockeyspieler in der Jugend des SC Bern (SCB), für dessen Profimannschaft er in der Saison 2006/07 sein Debüt in der Nationalliga A gab. Zudem kam er in der gleichen Spielzeit zu fünf Einsätzen in der Nationalliga B für die Schweizer U20-Nationalmannschaft. In der folgenden Saison spielte er sowohl für den SC Bern in der NLA als auch für die U20-Junioren sowie den Young-Sprinters Hockey Club in der NLB.
Mit dem SC Bern qualifizierte sich der Verteidiger in der Saison 2007/08 als Hauptrundensieger für die Teilnahme am Qualifikationsturnier zur neugegründeten Champions Hockey League (CHL), in der er mit seiner Mannschaft den HC Košice und die Nürnberg Ice Tigers schlug. Anschliessend schied Bern in der Gruppenphase der CHL aus, wobei Josi in allen vier Gruppenspielen auf dem Eis stand und dabei ein Tor erzielte. Beim NHL Entry Draft 2008 wurde er von den Nashville Predators in der zweiten Runde als insgesamt 38. Spieler gezogen, verblieb aber zunächst bei seinem Stammverein in der Schweizer Hauptstadt.
In seinem letzten Jahr in Bern konnte er mit dem SCB die Schweizer Meisterschaft erringen und wurde selbst auch in das All-Star Team der National League A gewählt. Daraufhin wurde er beim KHL Junior Draft 2010 von Lokomotive Jaroslawl in der 4. Runde an insgesamt 95. Position ausgewählt.

### Nashville Predators
Am 28. Mai 2010 unterschrieb Josi gleichwohl einen Dreijahresvertrag beim NHL-Franchise Nashville Predators, das ihn ja bereits zwei Jahre zuvor gedraftet hatte. Im September 2010 nahm er am Trainingscamp der Predators teil. Im Anschluss wurde der Verteidiger ins Farmteam zu den Milwaukee Admirals in die American Hockey League geschickt. Zum Debüt in der NHL kam Roman Josi am 26. November 2011 im Spiel gegen die Detroit Red Wings, wo er auf über zwölf Minuten Eiszeit kam. Sein erstes Tor gelang Josi am 10. Dezember 2011 beim 3:2-Sieg gegen die Anaheim Ducks. Für die Dauer des NHL-Lockouts in der Saison 2012/13 wurde der Verteidiger im September 2012 von seinem Jugendclub SC Bern verpflichtet.
Ab der Saison 2013/14 bildete er meistens zusammen mit Kapitän Shea Weber ein Verteidigungspaar. Somit war Roman Josi, nebst Shea Weber, der Spieler mit der meisten Eiszeit bei den Predators. 2015 wurde er mit dem Swiss Hockey Award ausgezeichnet. Am 28. März 2016 gelang ihm im Spiel gegen die Colorado Avalanche das Tor zum 3:4, wodurch er sechs Spieltage vor Saisonende seinen 57. Punkt der Saison erzielte. Damit überbot er den Franchise-Rekord von Weber für die meisten Punkte eines Verteidigers in einer Saison (56 Punkte), den dieser in der Saison 2013/14 aufgestellt hatte. Insgesamt gelangen ihm in dieser Saison 61 Punkte (14 Tore und 47 Assists).
Im Jahr darauf erreichte er mit den Predators den Stanley-Cup-Final, unterlag dort allerdings den Pittsburgh Penguins. Im September 2017 wurde der Verteidiger zum neuen Mannschaftskapitän ernannt und trat somit die Nachfolge von Mike Fisher an. Zudem wurde er (nach Mark Streit) zum zweiten Schweizer, der ein NHL-Team als Kapitän anführt.
Im Oktober 2019 unterzeichnete Josi einen neuen Achtjahresvertrag in Nashville, der mit Beginn der Saison 2020/21 wirksam wurde. Dieser macht ihn mit einem durchschnittlichen Jahresgehalt von ca. neun Millionen US-Dollar nach Erik Karlsson und Drew Doughty zum Abwehrspieler mit dem dritthöchsten Gehalt der gesamten NHL. In der Folgesaison 2019/20 steigerte der Schweizer seine persönliche Statistik deutlich, so erreichte er mit 65 Punkten aus 69 Partien einen Punkteschnitt von fast 1,0 pro Spiel. Demzufolge wurde er gemeinsam mit Victor Hedman und John Carlson als einer der drei Finalisten für die James Norris Memorial Trophy nominiert, die den besten Abwehrspieler der Liga ehrt. In der Wahl setzte sich der Schweizer letztlich gegen seine beiden Konkurrenten durch und gewann die Trophäe als erster Schweizer. Darüber hinaus berücksichtigte man ihn im NHL First All-Star Team.
Im Januar 2022 verzeichnete Josi seine insgesamt 357. Torvorlage im Trikot der Predators, wobei er David Legwand (356) übertraf und seither den Franchise-Rekord in dieser Kategorie hält. Die Saison 2021/22 beendete er letztlich mit 96 Punkten aus 80 Partien, was nicht nur eine erneute persönliche Bestleistung, sondern auch den höchsten Wert eines Abwehrspielers seit fast 30 Jahren darstellte (Phil Housley; 97 Punkte; Saison 1992/93). Seine 96 Punkte sowie seine 73 Vorlagen stellten ferner jeweils neue Höchstwerte in der Geschichte der Predators dar, wobei er jeweils Paul Kariya aus der Saison 2005/06 übertraf (85 Punkte; 54 Vorlagen). Zu diesem Zeitpunkt wurde der Schweizer zum einzigen Verteidiger, der bei seiner Mannschaft den Rekord für die meisten Punkte in einer Saison hält – bei den 31 anderen Franchises sind dies jeweils Angreifer. In Anbetracht seiner Leistungen wurde er abermals für die James Norris Memorial Trophy (gemeinsam mit Hedman und Cale Makar) sowie erstmals auch für den Ted Lindsay Award als MVP der Liga (mit Connor McDavid und Auston Matthews) nominiert. Am Saisonende ging jedoch die Norris Trophy mit nur 25 Stimmen Vorsprung an Makar (Josi: 1606 Stimmen, Makar: 1631 Stimmen) und der Ted Lindsay Award an Matthews, sodass Josi „nur“ erneut im NHL First All-Star Team berücksichtigt wurde.
In der Saison 2022/23 verzeichnete er seinen 567. Scorerpunkt im Trikot der Predators und hält seither auch den Franchise-Rekord in dieser Kategorie, wobei er abermals David Legwand (566) übertraf. Am 20. Januar 2024 scorte Josi seinen insgesamt 167. Treffer im Predators-Dress und ist nun der torgefährlichste Verteidiger in der Franchise-Geschichte vor Shea Weber (166). Im Februar 2025 wiederum bestritt der Schweizer seine 957. Partie der regulären Saison im Trikot der Predators und übernahm auch diesen Bestwert von David Legwand (956).

### International
Für die Schweiz nahm Josi an den U18-Junioren-Weltmeisterschaften 2007 und 2008 sowie den U20-Junioren-Weltmeisterschaften 2007, 2008 und 2010 in der Top-Division teil. Zudem stand er im Aufgebot der Schweiz bei der U20-Junioren-Weltmeisterschaft 2009 in der Division I, bei der er mit seiner Mannschaft den sofortigen Wiederaufstieg in die Top-Division erreichte, wozu er als bester Verteidiger des Turniers selbst massgeblich beitrug.
Zudem stand er bei den Weltmeisterschaften 2009, 2010, 2012, 2013, 2014 und 2015 im Aufgebot der Schweizer Nationalmannschaft und bestritt dort insgesamt 41 Spiele, in denen er acht Tore erzielte und 16 Vorlagen gab. Bei der Weltmeisterschaft 2013 in Stockholm und Helsinki errang er mit den Eidgenossen die Silbermedaille, ein Erfolg, der zuvor lediglich bei der Weltmeisterschaft 1935 erreicht worden war. Zudem erhielt er in jenem Jahr mehrere persönliche Auszeichnungen – er wurde in das All-Star-Team berufen, als wertvollster Spieler und bester Verteidiger ausgezeichnet – und beendete das Turnier als punktbester Verteidiger aller Teilnehmer.
Zudem vertrat er sein Heimatland bei den Olympischen Winterspielen 2014 im russischen Sotschi und absolvierte mit dem Team Europa den World Cup of Hockey 2016, wo er mit der Mannschaft den zweiten Platz belegte. Weitere Weltmeisterschaftsteilnahmen folgten in den Jahren 2018, 2019 und 2024. Dabei gewann der Verteidiger 2018 und 2024 abermals die Silbermedaille. Die Welttitelkämpfe 2024 schloss er ebenso wie 2013 als bester Verteidiger und im All-Star-Team ab. Gemeinsam mit dem Kanadier John Tavares war er darüber hinaus bester Vorlagengeber des Turniers.

## Sonstiges
Am 1. Mai 2020 wurde bekannt, dass Josi und sein früherer Nationalmannschaftskollege Mark Streit beim SC Bern Minderheitsaktionäre werden. Während Streit auch in den Verwaltungsrat berufen wurde, lässt sich Josi von seinem Vater vertreten.
Im Sommer 2019 heiratete Josi die Amerikanerin Ellie Ottaway. Im Februar 2021 wurden die beiden Eltern eines Sohnes.

## Erfolge und Auszeichnungen
| - 2010 Schweizer Meister mit dem SC Bern - 2010 All-Star Team der National League A - 2015 Swiss Hockey Award - 2016 Teilnahme am NHL All-Star Game - 2019 Teilnahme am NHL All-Star Game - 2019 MVP des Schweizer Sport Awards seiner Mannschaftssportart - 2020 Teilnahme am NHL All-Star Game | - 2020 James Norris Memorial Trophy - 2020 NHL First All-Star Team - 2022 Teilnahme am NHL All-Star Game - 2022 NHL-Spieler des Monats März - 2022 NHL First All-Star Team - 2024 NHL First All-Star Team |

### International
| - 2009 Aufstieg in die Top-Division bei der U20-Junioren-Weltmeisterschaft der Division I - 2009 Bester Verteidiger der U20-Junioren-Weltmeisterschaft der Division I, Gruppe A - 2013 Silbermedaille bei der Weltmeisterschaft - 2013 Wertvollster Spieler der Weltmeisterschaft - 2013 Bester Verteidiger der Weltmeisterschaft - 2013 All-Star-Team der Weltmeisterschaft | - 2016 Zweiter Platz beim World Cup of Hockey - 2018 Silbermedaille bei der Weltmeisterschaft - 2024 Silbermedaille bei der Weltmeisterschaft - 2024 Bester Vorlagengeber der Weltmeisterschaft (gemeinsam mit John Tavares) - 2024 Bester Verteidiger der Weltmeisterschaft - 2024 All-Star-Team der Weltmeisterschaft |

## Karrierestatistik
Stand: Ende der Saison 2024/25

### International
| Vertrat die Schweiz bei: - U20-Junioren-Weltmeisterschaft 2007 - U18-Junioren-Weltmeisterschaft 2007 - U20-Junioren-Weltmeisterschaft 2008 - U18-Junioren-Weltmeisterschaft 2008 - U20-Junioren-Weltmeisterschaft der Division I 2009 - Weltmeisterschaft 2009 - U20-Junioren-Weltmeisterschaft 2010 - Weltmeisterschaft 2010 | - Weltmeisterschaft 2012 - Weltmeisterschaft 2013 - Olympischen Winterspiele 2014 - Weltmeisterschaft 2014 - Weltmeisterschaft 2015 - Weltmeisterschaft 2018 - Weltmeisterschaft 2019 - Weltmeisterschaft 2024 | Vertrat Team Europa bei: - World Cup of Hockey 2016 |

(Legende zur Spielerstatistik: Sp oder GP = absolvierte Spiele; T oder G = erzielte Tore; V oder A = erzielte Assists; Pkt oder Pts = erzielte Scorerpunkte; SM oder PIM = erhaltene Strafminuten; +/− = Plus/Minus-Bilanz; PP = erzielte Überzahltore; SH = erzielte Unterzahltore; GW = erzielte Siegtore; 1 Play-downs/Relegation; Kursiv: Statistik nicht vollständig)